# Roncourt
Roncourt – miejscowość i gmina we Francji, w regionie Grand Est, w departamencie Mozela.
Według danych na rok 1990 gminę zamieszkiwało 827 osób, a gęstość zaludnienia wynosiła 123 osoby/km² (wśród 2335 gmin Lotaryngii Roncourt plasuje się na 422. miejscu pod względem liczby ludności, natomiast pod względem powierzchni na miejscu 857.).